# DNS-gyökérzóna
A gyökérzóna vagy DNS-gyökérzóna egy hierarchikus Domain Name System (tartománynévrendszer) legmagasabb szintű DNS-zónája. Általában a legnagyobb globális hálózat, az internet gyökérzónájára utal.
Az Amerikai Egyesült Államok Kereskedelmi Minisztériuma alá tartozó nemzeti távközlési és információs hivatal (NTIA) gyakorolja az internet DNS-gyökérzónája fölötti ellenőrzési jogokat. A zóna fenntartója az Internet Assigned Numbers Authority (IANA), operátora a Verisign, Inc (tehát a Verisign generálja a gyökérzónafájlt és hajtja végre a változtatásokat, melyeket az ICANN rendel el, és az USA Kereskedelmi Minisztériuma hagy jóvá).
A DNS és a fragmentálatlan User Datagram Protocol (UDP) csomagok méretéből adódó praktikus korlátok miatt a gyökérben lévő DNS-kiszolgálócímek száma korlátozott. Ez a szám jelenleg 13, ami azt jelenti, hogy a gyökérben lévő 13 névkiszolgáló-klaszter szolgálja ki világszerte a teljes nyilvános internet igényeit.

## A DNS szolgáltatás inicializálása
Tizenhárom névkiszolgáló-klaszter van a DNS-gyökérben, ezek a globális DNS-gyökérzónára nézve mérvadó (autoritatív) névkiszolgálók. Ezek a gyökérszerverek tárolják az összes legfelső szintű tartomány mérvadó névszervereinek nevét-címét. Minden DNS-lekérdezés első lépésben ezeket a szervereket kérdezi le, vagy olyan információt használ, ami ezektől a szerverektől lett lekérve.
A gyökérzóna kiszolgálóinak hivatalos nevei a.root-servers.net-től m.root-servers.net-ig terjednek. Ahhoz azonban, hogy ezeknek a neveknek megállapítsa az IP-címét, a resolvernek először el kéne érnie egy gyökérkiszolgálót, hogy megtudhassa a .net zóna mérvadó kiszolgálójának az IP-címét. Nyilvánvaló, hogy ez körkörös függőséghez vezet, tehát az állomásnak ismernie kell legalább egy gyökérkiszolgáló címét ahhoz, hogy el lehessen indítani a DNS-hez való hozzáférést. Ezt általában úgy érik el, hogy az operációs rendszerrel települ egy fájl, ami az ismert DNS-gyökérkiszolgálók címeit tartalmazza; némelyikük IP-címe idővel változhat, de ha egyetlen helyes cím is van a fájlban, az elég, hogy a számítógép megszerezze a névkiszolgálók címeinek aktuális listáját. A BIND-referenciaimplementációiban ezt a fájlt named.cache-nek nevezik, és a friss változatot az ICANN-hoz tartozó InterNIC szállítja.
Ha egyetlen működő gyökérkiszolgáló címe is ismert, attól kezdve rekurzív módon a DNS-ben található minden nyílt információ megismerhető, bármely tartománynév IP-címe feloldható.

## Redundancia és terheléselosztás
A gyökérzóna kiszolgálói alapvető fontosságúak az internet működésében, hiszen a legtöbb internetes szolgáltatás, mint a világháló vagy az e-mail a doménnevekre támaszkodik. A DNS-kiszolgálók az egész internet szempontjából jelentenek kritikus hibalehetőséget. Ezért világszerte számos gyökérkiszolgálót üzemeltetnek. Ez a szám a DNS-válaszüzenetekben jelenleg 13-ra korlátozódik, mivel a DNS-üzeneteknek az protokoll kiterjesztéseinek (EDNS) megjelenése előtt 512 bájtos csomagokban kellett elférniük.
A gyökérkiszolgálók fizikailag elkülönülő, nagy sávszélességgel rendelkező telephelyeken találhatók. Kezdetben valamennyi az USA-ban volt, de ez a terhelés jobb elosztása és politikai okokból megváltozott. Általában az egy helyre telepített DNS-kiszolgálópéldány is fizikailag terheléselosztó router mögé helyezett, több gép alkotta fürtből áll. A szerverek listája, elhelyezkedésükkel és egyéb tulajdonságaikkal a https://web.archive.org/web/20170824002054/http://root-servers.org/ oldalon olvasható. 2011 májusában világszerte 242 gyökérkiszolgáló volt telepítve.
Az utóbbi időben a rugalmassági és a terheléselosztási igényeknek jobban megfelelő anycast címzés használják. Például a VeriSign által üzemeltetett j.root-servers.net kiszolgálót 2008-ban 41 különálló szerverrendszer valósította meg világszerte, melyeket anycast címzéssel lehetett elérni.

## Fordítás
- Ez a szócikk részben vagy egészben a DNS root zone című angol Wikipédia-szócikk ezen változatának fordításán alapul.  Az eredeti cikk szerkesztőit annak laptörténete sorolja fel. Ez a jelzés csupán a megfogalmazás eredetét és a szerzői jogokat jelzi, nem szolgál a cikkben szereplő információk forrásmegjelöléseként.